# Amaioua pilosa
Amaioua pilosa är en måreväxtart som beskrevs av Karl Moritz Schumann. Amaioua pilosa ingår i släktet Amaioua och familjen måreväxter. Inga underarter finns listade i Catalogue of Life.